# Американская помощь Ираку в ирано-иракской войне

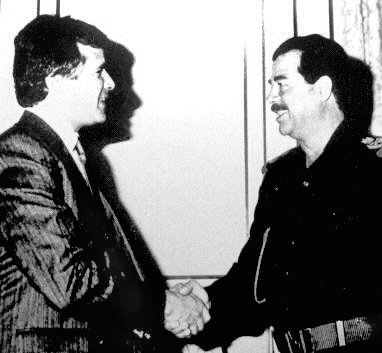
Саддам Хусейн жертвовал большие суммы различным учреждениям, рассчитывая на ответную благосклонность США. В 1980 году он был удостоен звания почётного гражданина Детройта.

Соединённые Штаты Америки поддерживали Ирак во время ирано-иракской войны, чтобы создать противовес послереволюционному Ирану. Эта поддержка выражалась в экономической помощи на несколько миллиардов долларов, продажу товаров и технологий двойного назначения, поставку вооружений неамериканского производства, военную разведку, подготовку специалистов к спецоперациям и прямое участие в боевых действиях против Ирана.
Поддержка США Ирака не была секретом и часто обсуждалась на открытых сессиях Сената и Палаты представителей, а общественность и средства массовой информации мало интересовались этим вопросом. 9 июня 1992 года телеведущий Тэд Коппел в своей программе «Nightline» на канале ABC заявил: «Теперь становится всё более очевидно, что Джордж Буш, действуя преимущественно закулисно на протяжении 1980-х, инициировал и поддерживал финансовую, информативно-разведывательную и военную помощь, которая позволила набрать силу Ираку Саддама. … Администрации Рейгана и Буша позволяли, а зачастую и поощряли поток денежных и аграрных инвестиций, технологий двойного назначения, химикатов и оружия в Ирак».

## Осведомлённость Соединённых Штатов и их реакция на начало конфликта
Дипломатические отношения с Ираком были разорваны вскоре после арабо-израильской Шестидневной войны 1967 года. Спустя десятилетие, после ряда значительных политических событий, и особенно после Исламской революции и захвата американского дипломатического корпуса в Иране, президент Джимми Картер приказал пересмотреть американскую политику в отношении Ирака.
По мнению исследователя Кеннета Тиммермана Исламская революция в Иране опрокинула стратегический баланс сил в регионе. Главный союзник Америки в Персидском заливе был в одночасье изгнан и никто другой на горизонте не мог заменить его в качестве гаранта интересов США в регионе.
В этот кризисный период иракский лидер Саддам Хусейн предпринял попытку воспользоваться ситуацией революционного хаоса в соседней стране, слабости иранской армии и революционным антагонизмом Западных правительств. Некогда мощные иранские вооружённые силы были дезорганизованы восстанием и бегством шаха, в то время как у Хусейна имелись амбиции стать новой сильной фигурой на Среднем Востоке. Он осудил советское вторжение в Афганистан, вступил в союзнический договор с Саудовской Аравией, чтобы воспрепятствовать попытке Советского Союза получить контроль над Северным Йеменом. В 1979 году он также позволил ЦРУ открыть своё представительство в Багдаде. Збигнев Бжезинский советник по национальной безопасности при президенте Картере стал расценивать кандидатуру Саддама Хусейна более благосклонно, видя в нём потенциальный противовес аятолле Хомейни и силу, сдерживающую советский экспансионизм в регионе.

Намёки на изменение отношения США к Ираку были тепло встречены Багдадом. Саддам Хусейн верил, что признание США роли Ирака как антагониста радикальному, фундаменталистскому Ирану способствует росту его авторитета, и способно, в конечном итоге, сделать его признанным главой арабского мира. А с иранцами у Саддама были свои старые счёты на их южной границе. Ему никогда не нравилось соглашение подписанное с шахом в 1975 году. И в какой-то момент он уверовал, что сможет вернуть утраченную территорию и, возможно, свергнуть антиамериканский режим в Тегеране, проведя молниеносную военную операцию. У него не было иллюзий, что США открыто поддержат войну, которую он предложил начать. Но устранение аятоллы Хомейни было однозначно в американских интересах, и было ещё много направлений, в которых США и Ирак были бы полезны друг другу. И Саддам в это верил. Это было время обновления дипломатических отношений с Вашингтоном и быстрого движения к более сложным формам стратегического сотрудничества.

Палестинский писатель-биограф Саид Абуриш, автор книги «Саддам Хуссейн: Политика ненависти», считает, что в 1979 году, в ходе своего визита в Амман, иракский диктатор встречался не только с королём Хусейном, но и, весьма вероятно, с тремя агентами Центрального разведывательного управления (ЦРУ). Абуриш утверждает, что есть существенные доказательства того, что с агентами ЦРУ он обсуждал свои планы вторжения в Иран. В записях Тиммермана указывается, что американские представители встречались только с королём Хусейном в то же самое время и делается отметка о том, что эти сверхсекретные переговоры были идеей Бжезинского. Затем он цитирует члена Совета по национальной безопасности и бывшего советника Гэри Сика:

Бжезинский дал понять Саддаму, что США дают зелёный свет его вторжению в Иран, поскольку никакого красного света не было. Но говорить о том, что США планировали или участвовали в разработке всего этого было бы неверно. У Саддама были свои собственные причины вторгаться в Иран и они были достаточные.

По воспоминаниям Збигнева Бжезинского Соединённые Штаты изначально занимали преимущественно нейтральную позицию в отношении ирано-иракской войны, за некоторыми незначительными исключениями. Во-первых, США предпринимали попытки воспрепятствовать разрастанию конфронтации для того, чтобы не допустить дополнительного разрушения системы мировых поставок нефти. Кроме того, они соблюдали свои гарантийные обязательства перед Саудовской Аравией. В итоге, на передвижения советских войск на иранской границе США отреагировало уведомлением Советского Союза о том, что США намерено защищать Иран в случае советского вторжения. Также защищая Саудовскую Аравию, Соединённые Штаты предостерегали соседние государства от вовлечения в конфликт. Бжезинский характеризует это восприятие Среднего Востока как жизненно важного стратегического региона наряду с Западной Европой и Дальним Востоком — как фундаментальное изменение стратегической политики США. Во-вторых, Соединённые Штаты выясняли как ирано-иракская война может повлиять на разрешение иранского кризиса с американскими заложниками. Для этого использовались как «пряники», в виде предложений оказать военную поддержку Ирану в обмен на освобождение заложников, так и «кнуты», в виде обещаний переориентировать израильскую военную помощь Ирану в пользу Ирака, если заложники не будут отпущены. В-третьих, поскольку эскалация военных действий продолжалась, свободная и безопасная навигация, особенно через Ормузский пролив, стала считаться критическим приоритетом.

## Поддержка

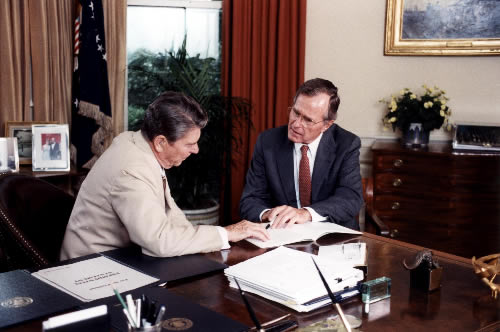
Президент Рональд Рейган и вице-президент Джордж Буш за работой, в овальном кабинете Белого дома, 20 июля 1984 года

После иранских успехов в 1982 году, американская поддержка Ираку становится более явной, были нормализованы отношения с правительством, экономическая помощь и финансирование, подготовка к антипартизанским действиям, оперативной разведке в районе боевых действий и поставка вооружений.
Президент Рональд Рейган инициировал стратегическое изменение отношений с Ираком, подписав Директиву решения национальной безопасности за номером 4—82, и назначив Дональда Рамсфелда своим эмиссаром при Хусейне, с которым тот встречался в декабре 1983 и в марте 1984 года. 
Как считает американский посол Питер Гэлбрейт, администрация Рейгана была напугана тем, что Ирак может проиграть в этой далёкой от завершения войне.
В 1982 году Ирак был исключён из списка государств-спонсоров терроризма, чтобы облегчить ввоз в эту страну продукции двойного назначения. Согласно журналистскому расследованию Алана Фридмана, госсекретарь США Александр Хейг был «огорчён тем, что решение принималось в Белом доме, даже при том, что ответственным за список был государственный департамент». «Со мной не консультировались» — добавил Хейг.
Говард Тейчер, работавший в Совете национальной безопасности директором военно-политических связей, сопровождал Рамсфелда в его рабочей поездке 1983 года. Данные им в 1995 году показания под присягой и отдельные интервью с бывшими представителями администраций Рейгана и Буша свидетельствуют — ЦРУ тайно направляло вооружение и высокотехнологичные компоненты в Ирак под маскировкой и через дружественные третьи страны, такие как Иордания, Саудовская Аравия, Египет и Кувейт; кроме того, негласно поощряли торговцев оружием и другие частные военные компании к тому же самому:

Соединённые Штаты активно поддерживали иракскую военную экономику, снабжая иракцев миллиардами долларов кредитов, осуществляя американскую военную разведку и консультации, внимательно контролируя продажу оружия третьими странами Ираку, чтобы удостовериться, что иракская военная машина обеспечена всем необходимым. Соединённые Штаты также проводили обучение иракского персонала, чтобы он применял полученные средства в бою с большей выгодой… Мои примечания, заметки и другие документы в моих NSC файлах показывают или приводят к мысли о том, что ЦРУ, включая директора Кейси и замдиректора Гейтса, знало, одобряло и способствовало продаже оружия неамериканского производства, боеприпасов и техники в Ирак.

Общий размер этих скрытых трансферов до сих пор не известен. Файлы Тейчера по данному вопросу хранятся в президентской библиотеке Рональда Рейгана, но, как и многие другие документы эры Рейгана, могущие пролить свет на предмет статьи, они секретны и доступ к ним ограничен. Тейчер отказался обсуждать детали своих показаний в интервью с The Washington Post накануне вторжения коалиционных сил в Ирак в 2003 году.

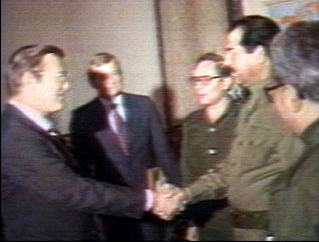
Дональд Рамсфелд встречался с Саддамом 19 — 20 декабря 1983 года. 24 марта 1984 года Рамсфелд наносит повторный визит. В тот же день ООН сообщило о применении Ираком против иранских войск горчичного газа и нервно-паралитического агента табун. В своём репортаже из Багдада 29 марта 1984 года Нью-Йорк Таймс сообщили: «Американские дипломаты выразили своё удовлетворение развитием отношений Ирака и США, и предположили, что нормальные дипломатические отношение будут установлены в ближайшее время»

По данным расследования главы банковского комитета палаты представителей США Генри Гонсалеса примерно каждые две из семи лицензий на экспорт товаров двойного назначения выданных министерством торговли США в период с 1985 по 1990 год предназначались либо непосредственно иракским вооружённым силам или иракским конечным потребителям замешанным в производстве оружия, либо иракским предприятиям, подозреваемым в скрытном производстве оружия массового уничтожения. Конфиденциальные файлы министерства торговли также показывают, что администрации Рейгана и Буша одобрили как минимум 80 прямых поставок иракской армии, включавших в себя компьютеры, средства коммуникации, радарное и авианавигационное оборудование.
В соответствии с президентской директивой, США начали проводить тактическую военную консультацию иракской армии. «Преобладающее представление, — говорит Алан Фридман, — состояло в том, что если Вашингтон хотел предотвратить иранскую победу, то он должен был поделиться своими данными секретной фоторазведки с Саддамом».

Время от времени, благодаря поддержке Белого дома в обмене разведывательной информацией, американские офицеры разведки отправлялись в Багдад, чтобы помочь интерпретировать спутниковую информацию. Поскольку Белый дом играл всё более активную роль в секретной помощи Саддаму при руководстве его войсками, Соединённые Штаты даже построили дорогостоящее вспомогательное здание в Багдаде для прямого приёма информации со спутника и лучшей её обработки…

Тайное американское военное участие, начавшееся с обмена разведданными, быстро распространилось и негласно длилось всю ирано-иракскую войну. Бывший чиновник из Белого дома объяснял это так: «В 1987 году наши люди действительно оказывали военно-тактическую консультационную помощь иракцам на поле боя, и, порой сами находились за чертой иранской границы вместе иракскими солдатами».

Со слов писателя Барри Ландо, к 1987 году, американские военные столько вкладывали в нужный результат, что «офицеры разведывательного управления Пентагона (РУМО) посланные в Багдад фактически планировали каждую стратегическую бомбардировку для иракских ВВС». В дальнейшем, дополняет посол Гэлбрейт, Ирак использовал эти данные для ударов химическим оружием по иранским позициям.

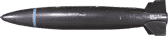
MK-84: Саудовская Аравия поставила Ираку сотни неуправляемых бомб общего назначения американского производства

По воспоминаниям отставного полковника Уолтера Патрика Лэнга, старшего офицера разведывательного управления Пентагона в то время, использование газов иракцами на поле боя не было предметом серьёзного беспокойства для Рейгана и его окружения, им было крайне важно убедиться, что Ирак не проиграет эту войну. Лэнг также раскрыл, что больше 60 офицеров разведуправления Пентагона тайно предоставляли подробную информацию об иранских перемещениях. Он отметил, что РУМО никогда не соглашалось на применение химического оружия против гражданских лиц, в то время как применение против военных целей рассматривалось как неизбежное в иракской борьбе за выживание. Несмотря на это утверждение, администрация Рейгана не прекратила помощь Ираку после получения сообщения, подтверждающего использование отравляющего газа против курдского мирного населения.
Джуст Хилтерман в своей статье в «Интернэшнл геральд трибюн» пишет, что когда иракские войска обратили химическое оружие в войне против курдов, убив около пяти тысяч человек в городе Халабджа и нанеся вред здоровью ещё нескольких тысяч, правительство Рейгана фактически постаралось завуалировать ответственность иракского руководства, предположив, что атаку возможно осуществили иранцы.

### Военная подготовка

Форт-Брэгг — вотчина сил специального назначения США

Военнослужащие иракской армии обучались на земле своих американских партнёров. По информации Роке Гонсалеса, бывшего офицера войск специального назначения, элитные части Саддама проходили инструктаж нетрадиционных методов ведения войны в Форт-Брэгге, Северная Каролина. «Идея заключалась в том, что в случае иранской победы, иракские солдаты смогли бы продолжить партизанскую войну против иранских оккупационных войск», — пишет Барри Ландо. Исследователь Джозеф Тренто добавляет: «Мы тренировали Зелёных беретов, давали им навыки противоповстанческой деятельности, потому что мы боялись, что Иран может победить. Тогда им придётся уйти в подполье и действовать в подполье, так что они получали подготовку и могли при необходимости уйти в партизаны».
Иракские пилоты вертолётов сообщали, что путешествовали под иорданскими паспортами и обучались в США.

### Закупка иностранных материалов и «медвежьи запчасти»
После введения ООН эмбарго для противоборствующих сторон и выступления Советского Союза против конфликта, иракским техникам стало всё сложнее восполнять потери и ремонтировать технику и оборудование повреждённые в бою. В своей книге Кеннет Тиммерман отмечает: «Саддам действительно предвидел одно непосредственное последствие своего вторжения в Иран: приостановка поставок оружия из СССР».

В момент нападения, Советы были заняты своими играми в Иране. Долгие годы КГБ работало, чтобы проникнуть в шиитское духовенство Ирана. В феврале 1979 года, после того как аятолла Хомейни пришёл к власти и выбросил американцев из страны, Советы получили больше, чем было в самых смелых прогнозах… Руководителю КГБ Юрию Андропову пришлось испытать некоторые трудности, чтобы убедить Брежнева и Косыгина поддержать эмбарго на поставку оружия в Ирак…

В свою очередь, Соединённые Штаты организовали программу военной помощи Ираку под кодовым названием «Медвежьи запчасти». Эта программа должна была обеспечить «запасными частями и боеприпасами к военной технике советского производства, либо их аналогов из государств, стремящиеся уменьшить свою оборонную зависимость от Советов». 
Из показаний Говарда Тейчера следует:

В случае, если «медвежьи запчасти» были произведены за пределами Соединённых Штатов, США могли организовать поставку этих вооружений третьей стране без непосредственного вмешательства. К примеру, Израиль имел огромные запасы советской военной техники и боеприпасов, захваченные во время различных войн. По предложению Соединённых Штатов израильтяне могли передавать оружие и запасные части третьим странам… Точно также как и Египет, производивший вооружение и запчасти по советским разработкам и чертежам поставлял эти вооружения и боеприпасы иракцам и в другие государства.

За дефицитом подробностей сегодня мало что известно об этой программе.

### Химический и биологический экспорт

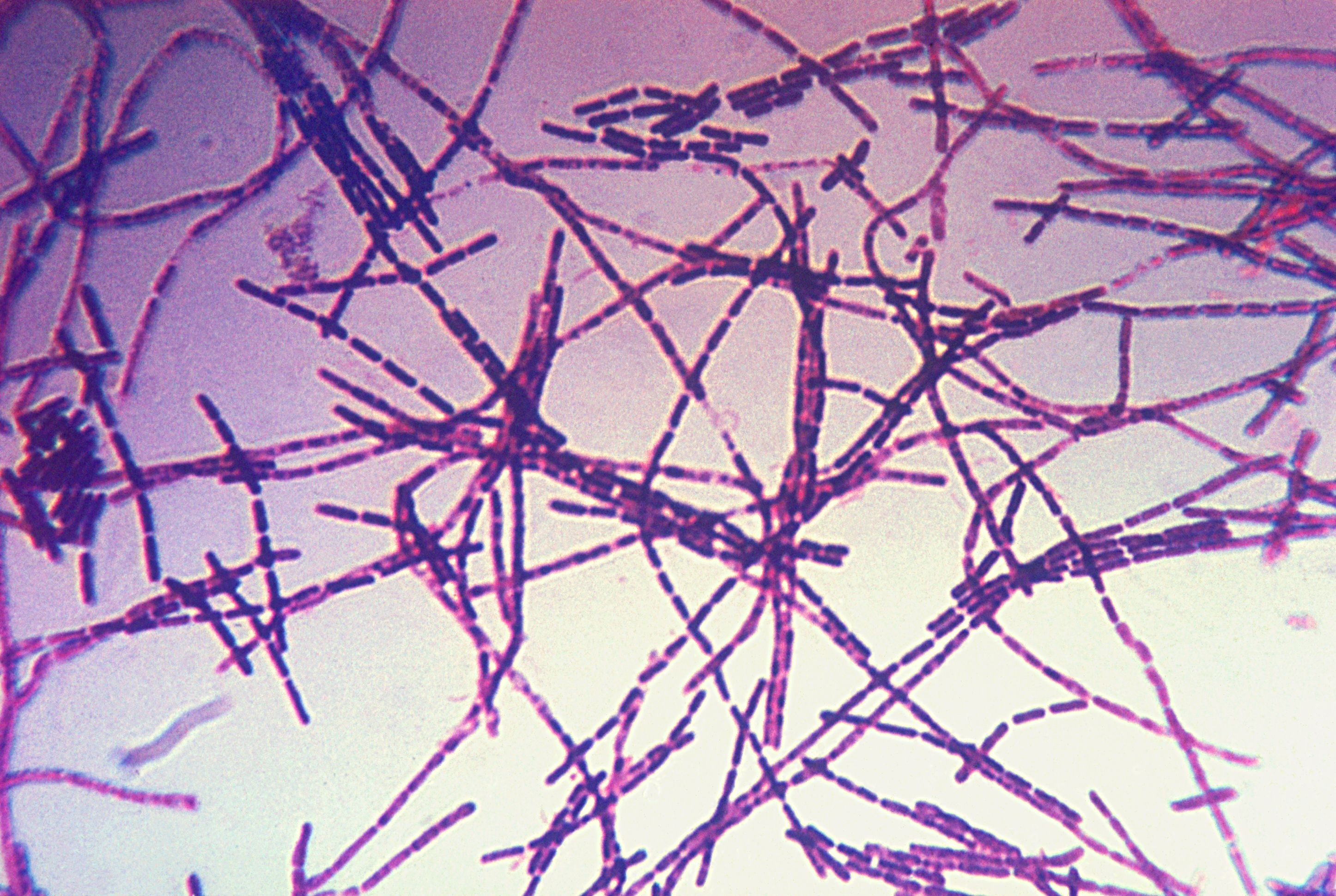
По данным британского эксперта в области биологического оружия Дэвида Келли, в 1985 году, Ирак получил из Соединённых Штатов 8 штаммов сибирской язвы. Руководитель Iraq Survey Group Чарльз Дьюэлфэр считает, что на полученной базе иракская армия смогла разработать собственный эксклюзивный штамм 14 578 для использования в качестве биологического оружия.

25 мая 1994 года банковский комитет сената США выпустил рапорт, в котором заявлялось, что «патогенные, токсикогенные и материалы других биологических исследований экспортировались в Ирак по заявке и лицензии министерства торговли США… Эти экспортированные биологические материалы не были ослаблены в своей вирулентности и были способны к воспроизводству».
Рапорт содержал информацию о 70 отгрузках (включая Bacillus anthracis) из Соединённых Штатов для иракских правительственных учреждений, длившихся на протяжении более чем трёх лет. В завершении делался вывод: «Как выяснилось позже эти микроорганизмы, экспортированные из Соединённых Штатов были идентичны тем, что были найдены инспекторами ООН и определены как часть иракской биологической военной программы».
Дональд Ригл, глава сенатского комитета, составивший вышеупомянутый рапорт (известный как отчёт Ригла), прокомментировал:

Инспекторы ООН нашли множество элементов, произведённых в США, а затем экспортированных в Ирак по лицензиям министерства торговли США, и установили, что эти элементы были использованы в дальнейших иракских разработках химического и ядерного оружия, в программах разработки системы доставки ракет… Исполнительная ветвь власти нашего правительства одобрила 771 экспортную лицензию разных видов для продажи товаров двойного назначения в Ирак. Я считаю, что это чудовищный факт.

По данным следователей комиссии Ригла центры по контролю и профилактике заболеваний США отправили в Ирак 14 отдельных возбудителей со значимостью биологического оружия.

### Поддержка на дипломатическом уровне
В 1984 году Иран представил Совету Безопасности ООН проект резолюции, с цитатами из Женевского протокола 1925 года, осуждающей Саддама Хусейна за применение химического оружия. В ответ, США проинструктировали своего делегата в ООН таким образом, чтобы тот при помощи представителей дружественных стран организовал кампанию за «отсутствие решения» по данному вопросу. Если бы проект иранской резолюции получал достаточную поддержку — американская делегация должна была голосовать за отсутствие санкций по отношению к Ираку; если поддержка проекта была бы недостаточной — американская делегация должна была бы воздержаться от голосования в полном составе.
Представители США апеллировали тем, что комиссия по правам человека ООН не была подходящей институцией для рассмотрения таких злоупотреблений. В конечном счёте Совет Безопасности издал «президентское заявление» осуждающее использование нетрадиционного оружия без упоминания Ирака как виновной стороны.
В в одной из статей в американском журнале Foreign Policy за 2013 год отмечалось, что спецслужбы США знали о планах применения химического оружия со стороны Ирака, однако американские власти ничего не предприняли для того, чтобы донести эти сведения до мировой общественности или обсудить их в Совете Безопасности ООН.

## Заинтересованные стороны
Теперь стало общеизвестно, что обширная сеть предприятий, базировавшихся в США и не только, подпитывала иракскую боеспособность вплоть до августа 1990 года, когда Саддам вторгся в Кувейт.

### Саркис Соханелян

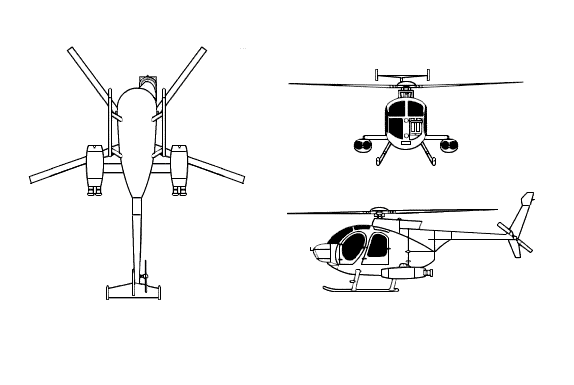
В 1983 году по прямому контракту с США Ирак получил 60 многоцелевых вертолётов MD 500 Defender. Последующие попытки продаж встретили в Конгрессе сильное противодействие оппозиции и вынудили администрацию Рейгана использовать альтернативные пути помощи Саддаму.

По выводам Алана Фридмана, один из самых известных торговцев оружием времён Холодной войны, Саркис Соханелян, скупал средства вооружения производства Франции и стран Восточного блока и перепродавал, с молчаливого согласия ЦРУ, по многочисленным сделкам в Ирак.

Самым видным (торговцем оружия) был Саркис Соханелян, бывший контрагент ЦРУ из Майами, при посредничестве которого в 1980-х Ирак получал военную технику на десятки миллиардов долларов. О своих операциях сообщал чиновникам в Вашингтон. Соханелян был близок к иракской верхушке власти и офицерам разведки, а также к представителям администрации Рейгана. Во многих отношениях он был живым воплощением правдоподобной отрицаемости, служа ключевым каналом для операций ЦРУ и правительства США.

В своём интервью, размещённом на сайте телепрограммы Frontline Соханелян утверждал, что тесно сотрудничал с американским правительством. По заключению Тиммермана, Соханелян также способствовал приобретению иракцами противотанковых ракетных комплексов TOW, за что впоследствии преследовался министерством юстиции США.

### Banca Nazionale del Lavoro («Иракгейт»)
Скандал вошедший в историю под названием «Иракгейт» вскрыл, что атлантское представительство крупнейшего итальянского банка Banca Nazionale del Lavoro (BNL), в значительной мере полагаясь на кредитные гарантии правительства США, переправила в Ирак более 5 миллиардов долларов в период с 1985 по 1989 годы. 
В августе 1989 года, после спецоперации агентов ФБР, директор филиала Кристофер Дрогул был обвинён в создании несанкционированных, тайных и незаконных кредитов Ираку — неустановленное количество которых, согласно обвинительному акту, было использовано на покупку оружия и оружейных технологий. По мнению старшего аналитика ЦРУ в отставке Мэлвина Гудмена центральное разведывательное управление утаило эту информацию от Конгресса.
Начиная с сентября 1989 года, Financial Times публикует первые обвинения BNL в финансировании иракских разработок химического и ядерного оружия. В течение следующих двух с половиной лет газета ведёт непрерывный репортаж по этой тематике. 
Среди компаний, замешанных в поставке технологий пригодных в военном отношении, под присмотром правительства США, оказались Hewlett-Packard, Tektronix и филиал в штате Огайо станкостроительной фирмы Matrix Churchill.
Уже перед началом войны в Персидском заливе, в 1990 году, пенсильванский Intelligencer Journal в серии статей писал: «Если американские и иракские войска встретятся в бою в Персидском заливе, наверняка оружейные технологии, разработанные в Ланкастере и неявно проданные в Ирак, будут использованы против американских сил… и поспособствовала этому… британская фирма по производству точного инструмента Matrix Churchill принадлежащая иракцам, чьё огайское представительство недавно обнаружило связи со сложной иракской сетью закупки вооружений».
«Целое предприятие, завод по производству карбида вольфрама, являвшийся частью комплекса Аль-Атеер», — сообщил банковскому комитету сената Кеннет Тиммерман, — «было взорвано<вскрыто?> МАГАТЭ в апреле 1992 года, поскольку находилось в центре тайной иракской ядерной программы PC-3. Оборудование для этого завода предположительно поставлялось пенсильванским производителем из города Латроб, компанией Kennametal; а также множеством других американских компаний, с финансированием обеспеченным атлантским представительством банка BNL».
За пределами публикаций и обращений в The New York Times, Los Angeles Times и программы Тэда Коппела на канале ABC, «Иракгейт» так и не вызвал большой общественный резонанс, даже несмотря на связь Конгресса США со скандалом.
Для сравнения, мэрилендская компания Alcolac International поставлявшая в Ирак тиодигликоль, прекурсор иприта, успешно преследовалась за нарушение закона об экспортном контроле.

### Перечень американских компаний
Из сообщения немецкой ежедневной газеты Die Tageszeitung, получившей неотцензурированную копию иракской декларации предоставленной в 2002 году Совету Безопасности ООН и состоящую из 11 000 страниц, почти 150 иностранных компаний поддерживали программу Саддама Хусейна по производству оружия массового поражения. Среди них было 24 американских фирмы, задействованных в экспорте товарно-материальных ценностей в Багдад. Ещё более длинный список американских компаний и их иракских поставок был опубликован в мае 2003 года на страницах LA Weekly.

## Развитие энергетики и обеспечение безопасности

### Проект трубопровода Акаба
Правительство Соединённых Штатов поддерживало план строительства нового нефтепровода, который бы пролегал через иракскую территорию к иорданскому портовому городу Акаба, открывая доступ в Красное море. Корпорация Bechtel рассматривалась в качестве генерального подрядчика. Дональд Рамсфелд обсуждал преимущества трубопровода лично с Саддамом Хусейном в 1983 году. Проект «Акаба» так никогда и не вышел за рамки чертежей из-за близости к территории Израиля, на чём настаивали проектировщики. Он должен был проходить так близко от границы, что иракское руководство опасалось, что израильская сторона могла бы вывести трубопровод из строя в любое время простым броском связки гранат.

### Танкерная война и военное вмешательство США
Так называемая «Танкерная война» началась после того как в начале 1984 года Ирак атаковал иранские танкера и нефтеналивной терминал на острове Харк. В ответ Иран напал на танкеры с иракской нефтью следовавшие из Кувейта, а позднее под угрозой стал находиться любой танкер стран Персидского залива, поддерживавших Ирак. Для того, чтобы подорвать экономику и торговые связи оппонента, противоборствующие стороны стали обстреливать танкера и торговые суда, в том числе из нейтральных государств. 
После повторных иракских атак на сооружения основной экспортной нефтегавани на острове Харк, 13 мая 1984 года Иран подверг обстрелу кувейтский танкер вблизи Бахрейна, а 16 мая — аравийский танкер в территориальных водах Саудовской Аравии. Частые удары по кораблям стран не вовлечённых в конфликт резко обострили ситуацию в Персидском заливе.
Известный британский рынок страхования Lloyd’s of London подсчитал, что в ходе Танкерной войны было повреждено 546 торговых кораблей, около 430 моряков погибло. 
Наибольшего размаха иранские атаки против кувейтских судов достигли 1 ноября 1986 года, что заставило Кувейт обратиться к иностранным державам с просьбой о защите его судоходства. Советский Союз согласился начать фрахт танкеров в 1987 году. 7 марта 1987 года флот США получил приказ обеспечить защиту танкеров шедших под американским флагом. С той же целью командование специальных операций США инициировало проведение операции «Главный шанс». Эта операция шла параллельно с операцией «Искренние намерения» — масштабных действий военно-морских сил США по эскорту танкеров в Персидском заливе.

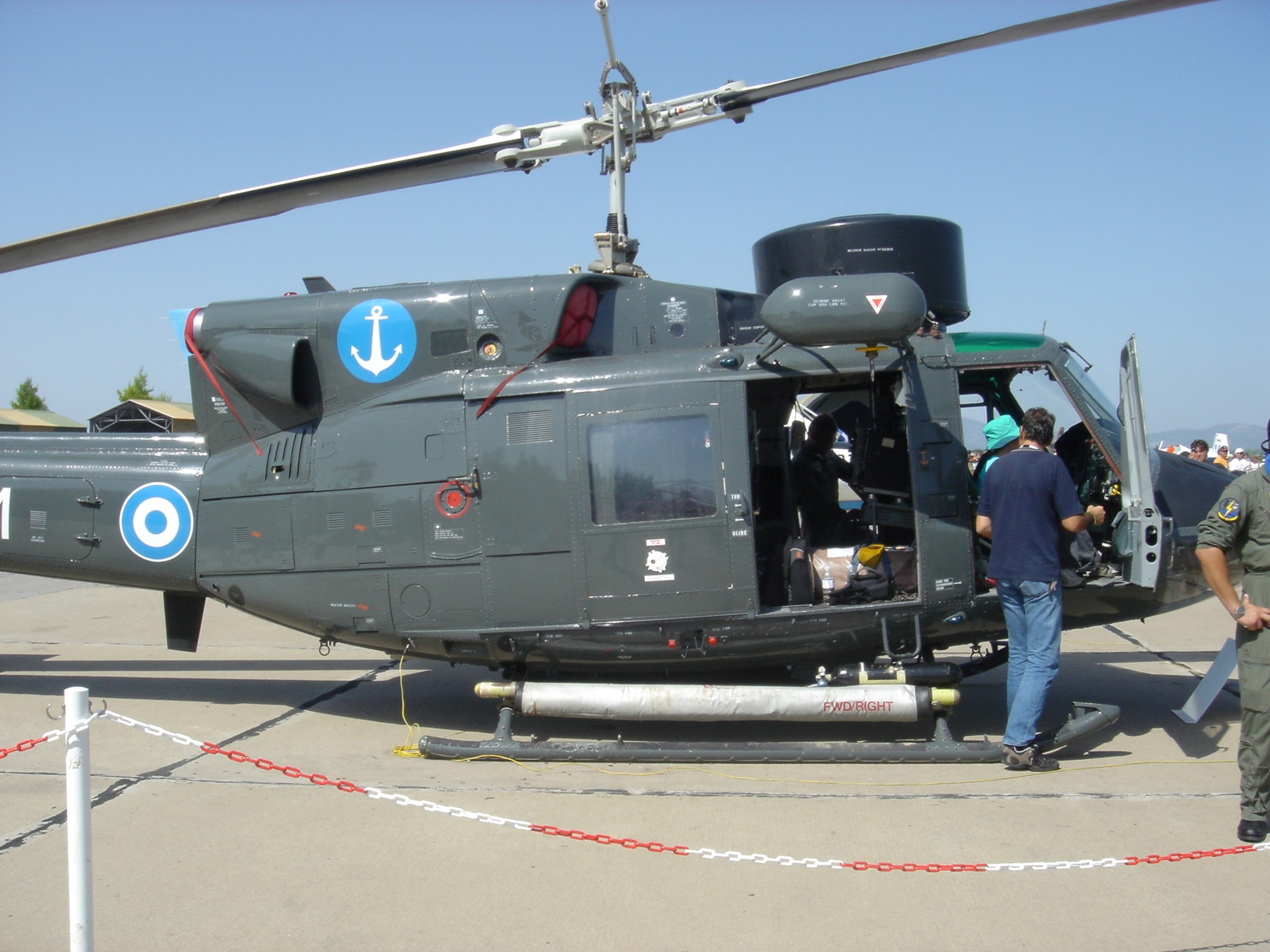
Agusta-Bell 212 ASW: Итальянское представительство Bell Textron продало Ираку серию военных вертолётов оборудованных для борьбы с подводными лодками. Данная сделка была одобрена правительством США.

С точки зрения международного права атака на такие суда приравнивается к атаке на Соединённые Штаты Америки, что позволяет США нанести ответный удар. Такая поддержка защитила корабли шедшие в иракские порты и гарантировала регулярные поступления в бюджет страны в течение остатка войны.
Силы специального назначения также принимали участие в этих действиях. 160-й авиационный полк осуществлял патрулирование залива на вертолётах AH-6 с большой баржи, стоявшей на якоре в море. С другой платформы на вертолётах OH-58D «Кайова» работал спецназ из Форт-Брегга. В своём интервью для Алана Фридмана офицер сил спецназначения вспоминал: «Эти штуки смотрелись крайне зловеще. Они все были чёрного цвета, ощетинившиеся антеннами, с громадным радаром кругового обзора, крепившимся на втулке несущего винта… При взгляде на одну из этих штук на земле, впечатление было такое, словно на тебя смотрит гигантское насекомое перед тем как убить».
14 апреля 1988 года американский фрегат «Сэмюэль Робертс» (типа «Оливер Хазард Перри») подорвался на иранской морской мине, пострадали 10 моряков. 
18 апреля вооружённые силы США отреагировали операцией «Богомол» — крупнейшим столкновением американских надводных военных кораблей со времён Второй мировой войны; два иранских корабля было потоплено, был сбит один американский вертолёт, оба пилота погибли.
Многочисленные исследователи и бывшие военнослужащие обращают внимание на то, что в ходе войны Соединённые Штаты проводили секретные операции против иранских военных объектов. Так подполковник Роджер Чарльз, работавший в секретариате министра обороны США в Пентагоне, утверждает, что американский флот задействовал ночью специально оборудованные быстроходные сторожевые катера типа Mark III для того, чтобы отогнать скрытые[прояснить] канонерские лодки Ирана из иракских территориальных вод, в случае же обнаружения по ним могли открыть огонь и уничтожить. «Они отплывали ночью оснащённые ложными ходовыми огнями, так что издали их могли принять за торговое судно, на которые охотились иранцы», — говорит Чарльз. Барри Ландо отмечает: «Американцы часто подчёркивают, что они атаковали иранские корабли только после того как иранцы создавали угрозу нейтральным судам курсировавших в заливе. Но в некоторых случаях эти беззащитные нейтральные корабли не существовали вовсе».
Кроме того, усилиями ЦРУ была осуществлена строго засекреченная операция «Горячий ледник», целью которой был сбор разведданных о производственных предприятиях на территории Ирана для их последующей бомбардировки иракцами.

#### Инцидент с фрегатом «Старк»
17 мая 1987 года иракский истребитель "Мираж" ошибочно атаковал американский фрегат «Старк», корабль получил тяжёлые повреждения, погибло 37 моряков, ещё 21 был ранен. Но тем не менее Вашингтон был полностью сосредоточен на изоляции Ирана и принял извинения Саддама Хусейна. Белый дом раскритиковал Иран[почему?] за минирование в международных водах, а в октябре 1987 года США нанесли удар по иранским нефтяным платформам (операция «Nimble Archer») за обстрел кувейтского танкера «Си-Айл-Сити» шедшего под флагом США.
Профессор Ноам Хомский заключил, что единственная страна (за исключением Израиля в 1967 году), у которой была «привилегия» безнаказанно атаковать военный корабль США, был Ирак Саддама Хусейна.

#### Инцидент с ракетным крейсером «Винсенс»
«В течение ирано-иракской войны Саддам использовал 101 000 химических боеприпасов, что не являлось секретом. И США даже не пискнули и не сказали, что химическое оружие это плохо. Более того, в то же самое время мы предоставляли Саддаму разведданные о местах концентрации иранских войск. Потом он мог травить их газом так, что у них искры из глаз сыпались. И если ты Саддам, то тебя удивляет вопрос: «С чего это в период с августа 1990 по апрель 1991 года США стало так интересовать оружие массового поражения?»
3 июля 1988 года, выполняя очередную эскортную миссию, ракетный крейсер «Винсенс» сбил Airbus A300 компании Iran Air. При этом погибли все 290 пассажиров и членов экипажа находившихся на борту. 
Американское правительство сообщило, что авиалайнер был ошибочно опознан как истребитель F-14 «Томкэт» ВВС Ирана, добавив, что «Винсенс» был в это время в нейтральных водах, а уставшая команда корабля интерпретировала манёвр самолёта как попытку атаковать ракетный крейсер. Иранская точка зрения строилась на том, что «Винсенс» был в иранских территориальных водах, а пассажирский самолёт разворачивался и набирал высоту после взлёта. 
Позднее адмирал Уильям Кроу в телепрограмме «Nightline» на канале ABC признал, что американский корабль во время запуска ракет находился в территориальных водах Иранской республики.
Это событие и лёгкость, с которой правительство Соединённых Штатов признало убийство за своими военнослужащими, могли способствовать решению Ирана объявить прекращение огня[прояснить]. 
США формально никогда не извинились за смерть 290 мирных жителей.

## Эпилог
В октябре 1989 года президент Буш подписал директиву по вопросам национальной безопасности № 26, которая начиналась словами: «Доступ к нефти Персидского залива и охрана дружественных режимах в ключевых странах региона является жизненно важным вопросом национальной безопасности США». Со всем уважением к Ираку директива гласила: «Нормальные взаимоотношения между Соединёнными Штатами и Ираком послужат нашим долгосрочным интересам и способствуют стабильности в Персидском заливе и на Среднем Востоке».
2 августа 1990 года, в 2 часа ночи по местному времени, Ирак начал вторжение в богатый нефтью Кувейт. Таким образом, в одночасье, выгодный союзник Америки превратился в её злейшего врага.